# ریچاردسون ۱۲۵۳۰
سیارک ۱۲۵۳۰ (به انگلیسی: 12530 Richardson، نامگذاری:1998KO46) دوازده هزار و پانصد و سیمین سیارک کشف شده‌است که در ۲۲ مه ۱۹۹۸ کشف شد.
قدر مطلق سیارک برابر ۱۹.۵ است.